# El Viso de Bamba
El Viso de Bamba es un teso (colina baja que tiene alguna extensión llana en la cima) u otero entre las localidades de Bamba y Sanzoles. Tiene una altitud de 781 m. Se encuentra situado a unos 15 km de Zamora capital en dirección sureste por la carretera que une la capital con Cañizal, pasando por Moraleja del Vino, Sanzoles, Venialbo, La Bóveda de Toro, Fuentelapeña y Cañizal.
En El Viso, con unos 100 m de altitud sobre la planicie se encuentra situado un repetidor de señal de televisión y radio que permite la cobertura de calidad en una amplia zona de la provincia.
El nombre se debe a un aviso que según cuenta la leyenda en ese lugar dio la Virgen a un pastor acerca de dónde se encontraban enterrados los restos de San Ildefonso.
En él se alzaba una ermita templaria que acogía en su interior a la Virgen del Viso, y hasta allí se hacía una romería, pero con el derrumbe de la ermita la Virgen se trasladó a Bamba y hoy no queda nada de la fábrica de la ermita.
El teso alberga restos de un castro celta de relevancia arqueológica.
- Datos: Q5823696